# Ladnjoaivi
Ladnjoaivi är ett berg i Finland. Det ligger i Enare i landskapet Lappland, i den norra delen av landet, 1 000 km norr om huvudstaden Helsingfors. Toppen på Ladnjoaivi är 590 meter över havet. Ladnjoaivi ingår i Maarestunturit.
Terrängen runt Ladnjoaivi är kuperad åt sydost, men åt nordväst är den platt.  Trakten runt Ladnjoaivi är nära nog obefolkad, med mindre än två invånare per kvadratkilometer. Det finns inga samhällen i närheten. Omgivningarna runt Ladnjoaivi är i huvudsak ett öppet busklandskap.